# Mars 1773
Cette page présente les faits marquants du mois de mars 1773.

## Événements
- 7 mars : Les tarifs des prestations sacerdotales sont réglementés en Toscane[1].
- 22 mars : rupture de la conférence de Bucarest. Reprise de la guerre russo-turque[2].

## Naissances
- 13 mars : Johan Joseph Zoffany, peintre allemand († 11 novembre 1810).
- 28 mars : Henri Gratien Bertrand, général du Premier empire († 31 janvier 1844).

## Décès
- 1er mars : Luigi Vanvitelli, 72 ans, architecte baroque italien (° 12 mai 1700).
- 13 mars : Philibert Commerson, explorateur et naturaliste français (° 1727).
- 24 mars : Philip Stanhope, 4e comte de Chesterfield, 78 ans, épistolier, journaliste et homme politique britannique. (° 22 septembre 1694).